# Milet
Milet (gr.  Μίλητος trb. Militos trl. Mílītos) – miasto jońskie na wybrzeżu Karii przy ujściu rzeki Meander do Zatoki Latmijskiej, współcześnie stanowisko archeologiczne w pobliżu miejscowości Balat w Turcji.
Starożytne miasto zostało założone pod koniec drugiego tysiąclecia p.n.e. Było ojczyzną filozofów: Talesa, Anaksymandra, Anaksymenesa oraz geografa i historyka Hekatajosa oraz pisarza Arystydesa, któremu przypisuje się autorstwo opowiadań erotycznych.
Od VIII do VI wieku p.n.e. Milet skolonizował kilka miast nad Propontydą (m.in. Abydos i Kyzikos), Morzem Czarnym (m.in. Antheia, Olbia i Synope), a w połowie VI w. p.n.e. – nad Nilem (Naukratis). Był potęgą morską. Jego żeglarze docierali aż do Gibraltaru. Był centrum handlowym rywalizującym z Tyrem i Kartaginą. Słynął z wyrobu doskonałych tkanin z wełny frygijskiej i purpury milezyjskiej. Potęga gospodarcza Miletu i kontakty kulturowe z Azją przyczyniły się do powstania w tej polis jońskiej filozofii przyrody, zaczątków greckiej filozofii i nauki reprezentowanych przez Talesa, Anaksymenesa i Anaksymandra.
Podbity przez Persów, był jednym z organizatorów powstania państw jońskich w 499 p.n.e. Zdobyty i spalony w 494 p.n.e., odbudowany na planie Hippodamosa z Miletu w 479 p.n.e., odgrywał już mniejszą rolę. Był członkiem Ateńskiego Związku Morskiego.
W 440 roku p.n.e. uwikłał się w konflikt z Samos o Priene, w który włączyły się też Ateny. Zburzony ponownie za panowania Aleksandra Macedońskiego, odzyskał dawne znaczenie w czasach rzymskich. Miasto upadło na skutek zamulenia portu.
Według Dz 20 w Milecie w I wieku przebywał Paweł z Tarsu wraz z Łukaszem Ewangelistą.
Wykopaliska z 1899–1914 odsłoniły m.in. resztki wielu budowli hellenistycznych i rzymskich: teatru, buleuterionu, gimnazjonu, świątyni, term, dwóch agor i bramy.
W berlińskim Muzeum Pergamońskim znajduje się odnaleziona i zrekonstruowana przez Thomasa Wieganda miejska brama targowa zbudowana najprawdopodobniej w II w. n.e. Brama jest w formie dwupoziomowych propylei. Na piętrze niższym znajdują się trzy otwory podkreślone pilastrami podtrzymującymi półkoliste łuki. Na wyższym piętrze odpowiadają im trzy mniejsze łuki.

## Galeria

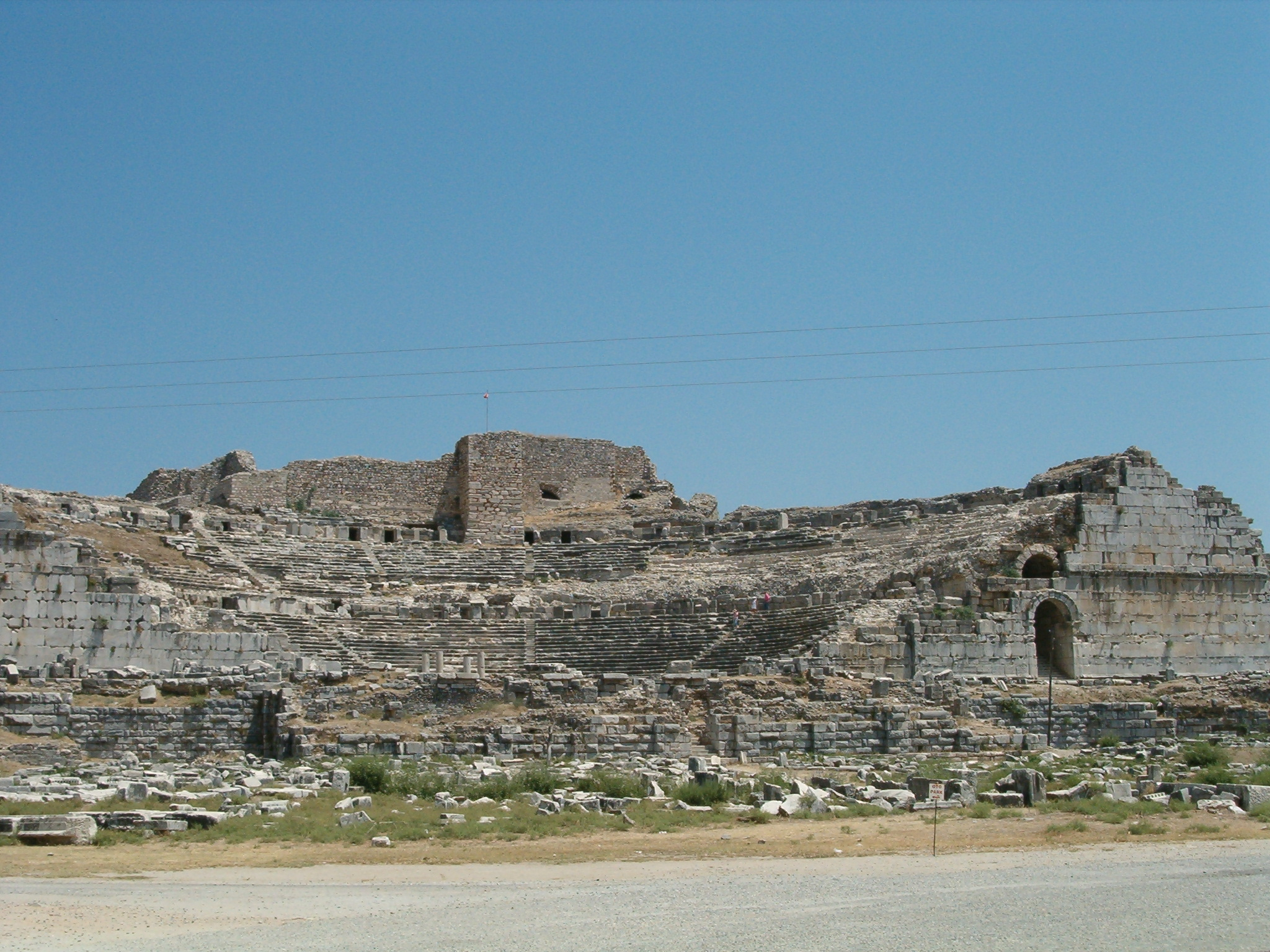
Ruiny teatru z II w. w Milecie
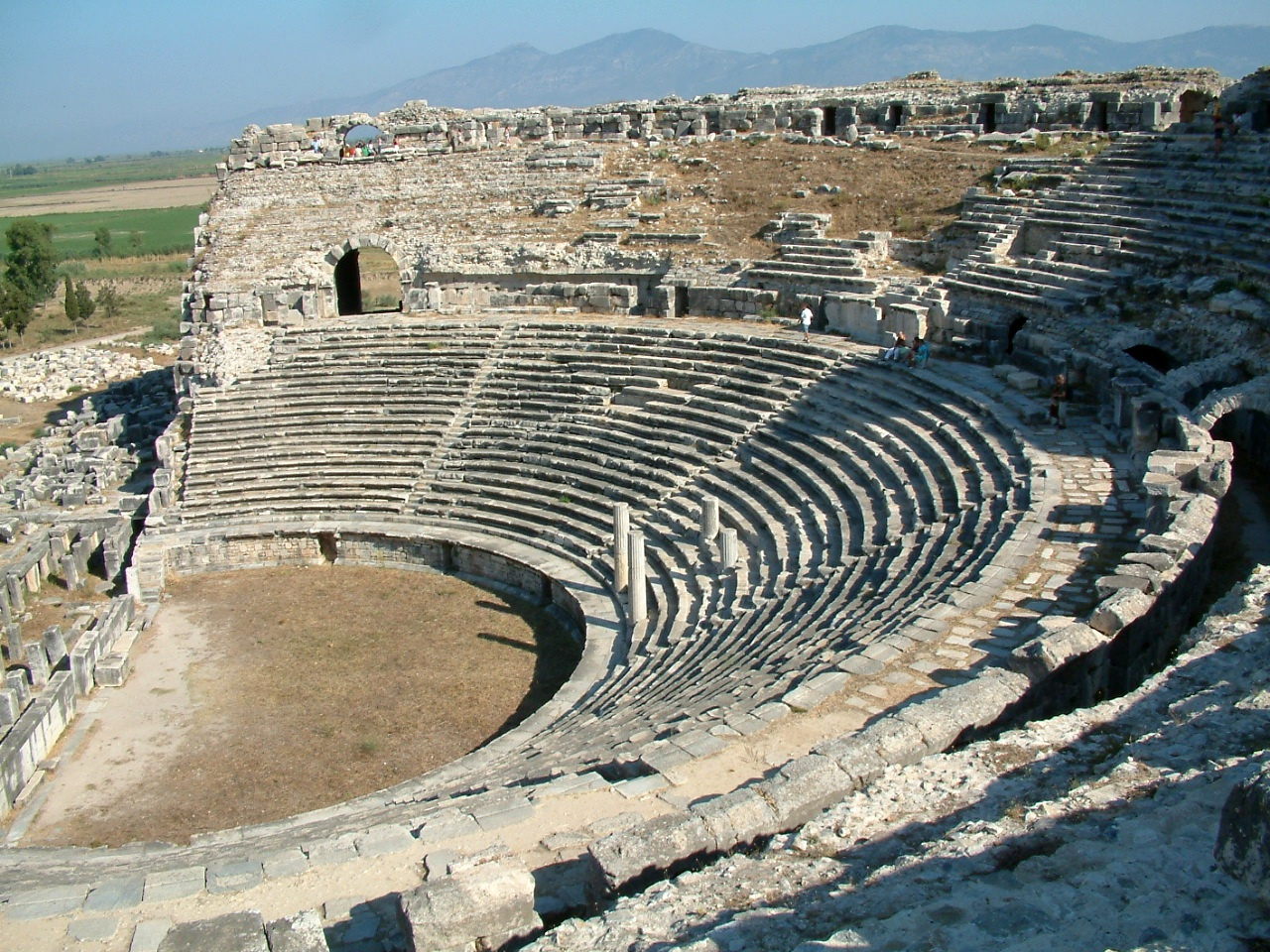
Ruiny teatru
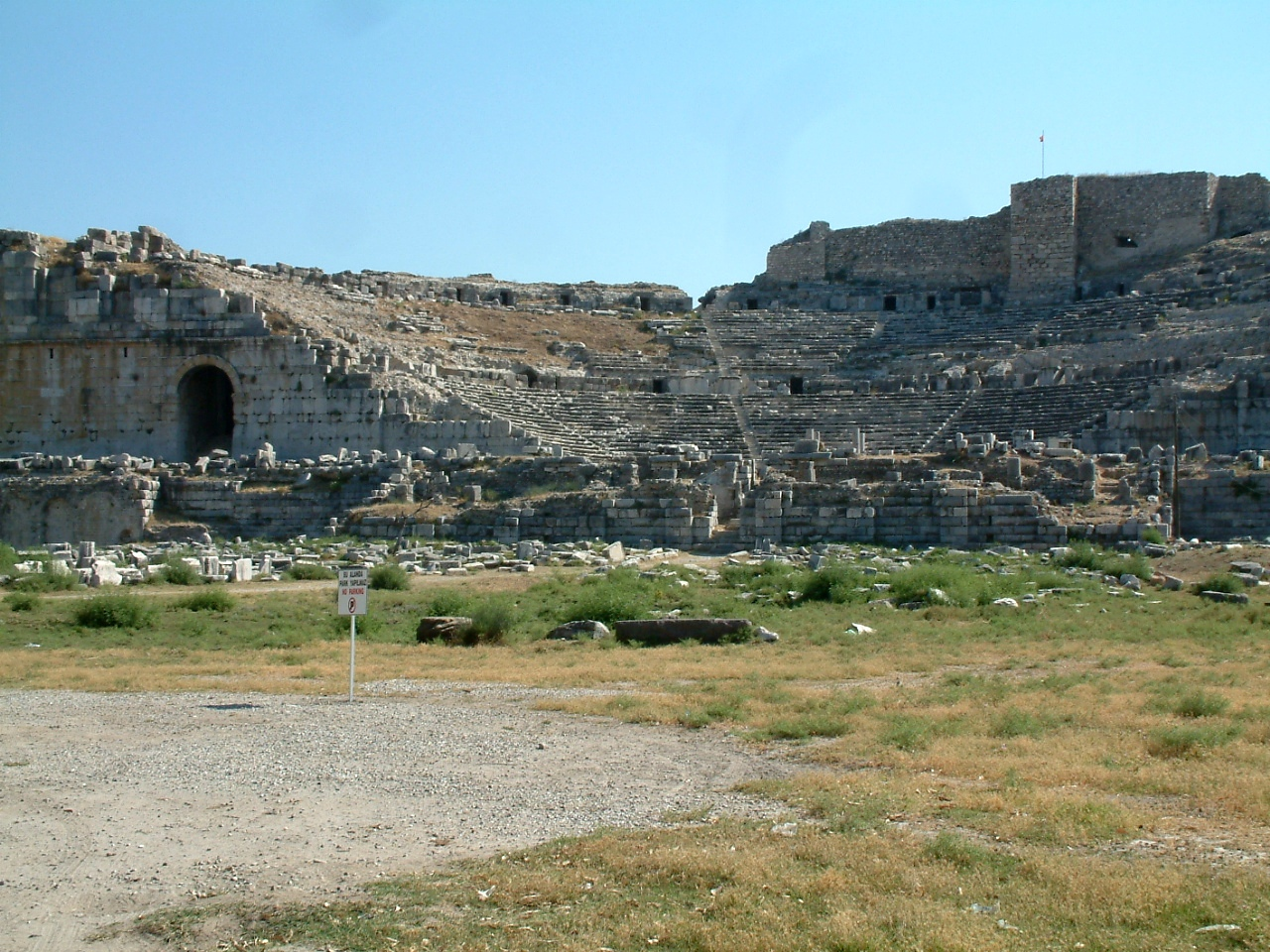
Ruiny teatru
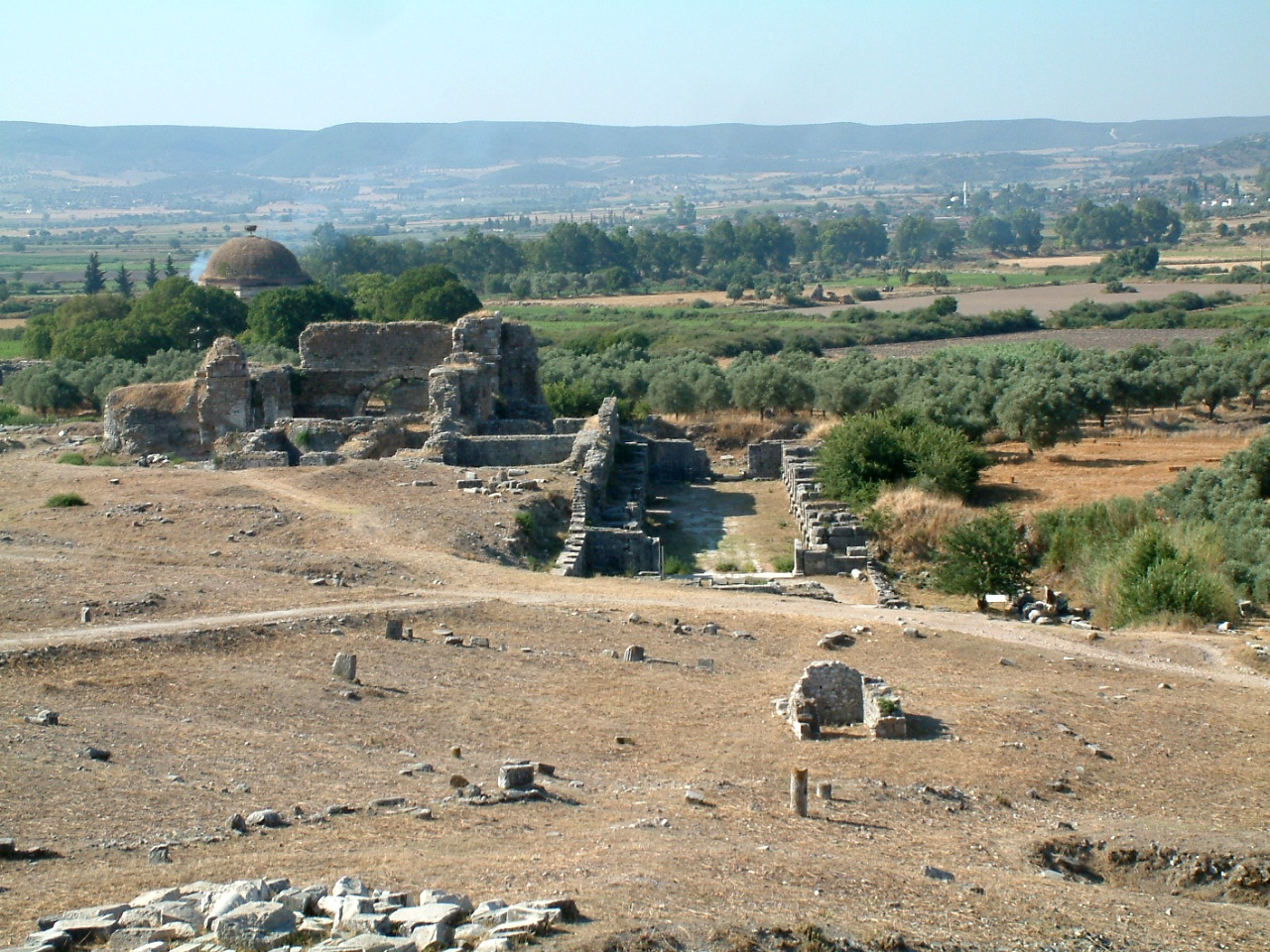
widok na łaźnie Faustyny i meczet
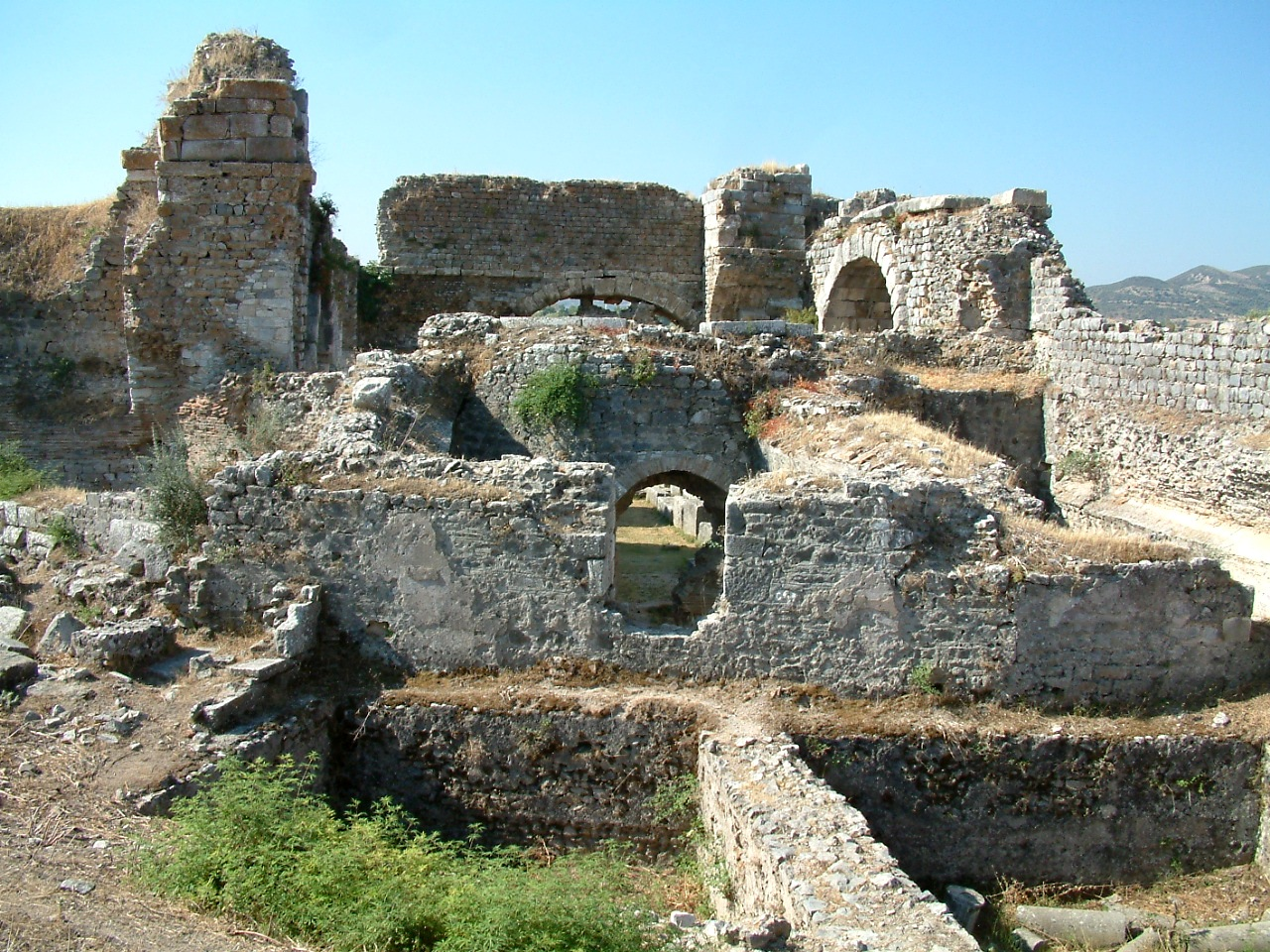
Łaźnie Faustyny
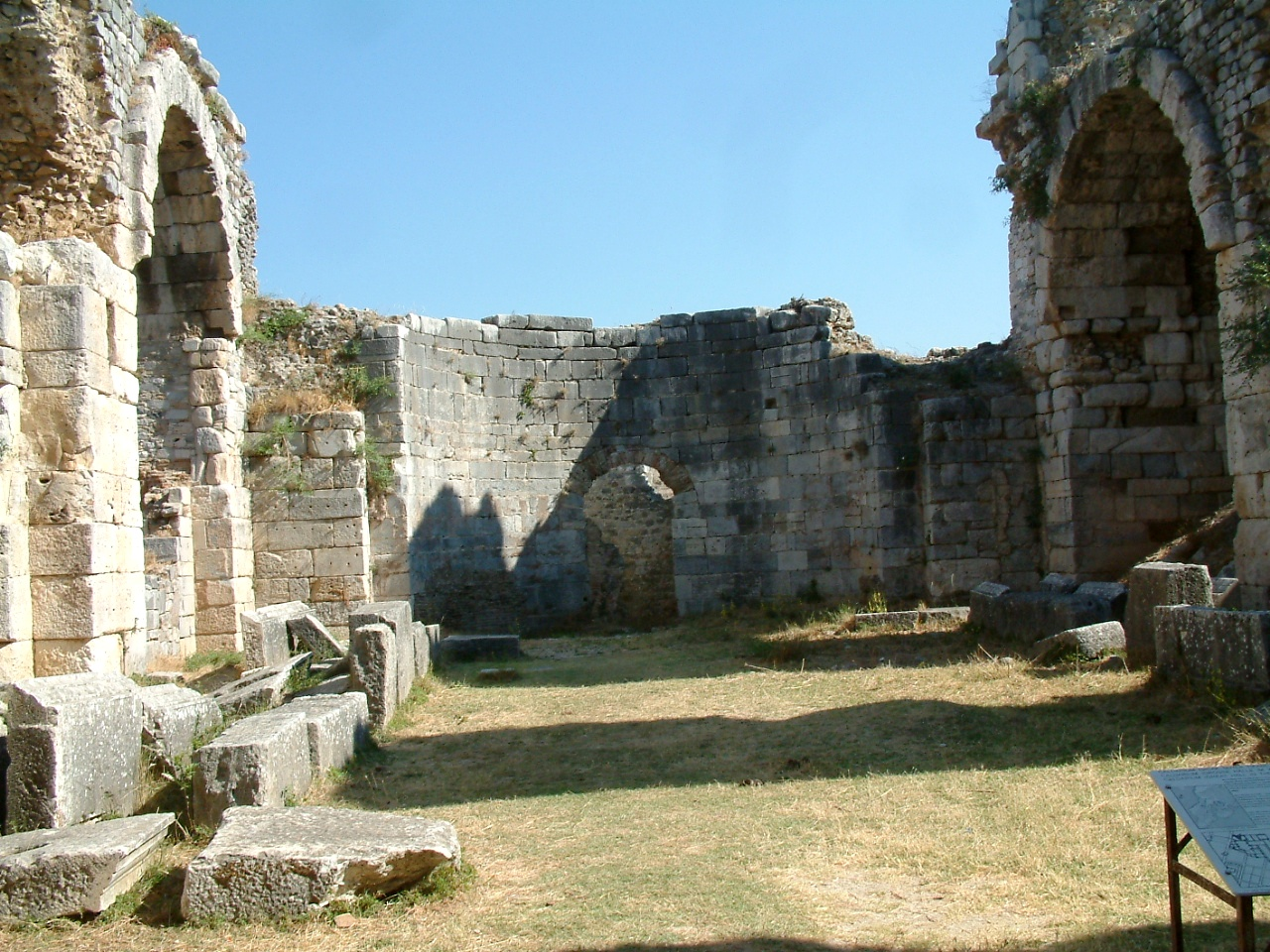
Łaźnie Faustyny
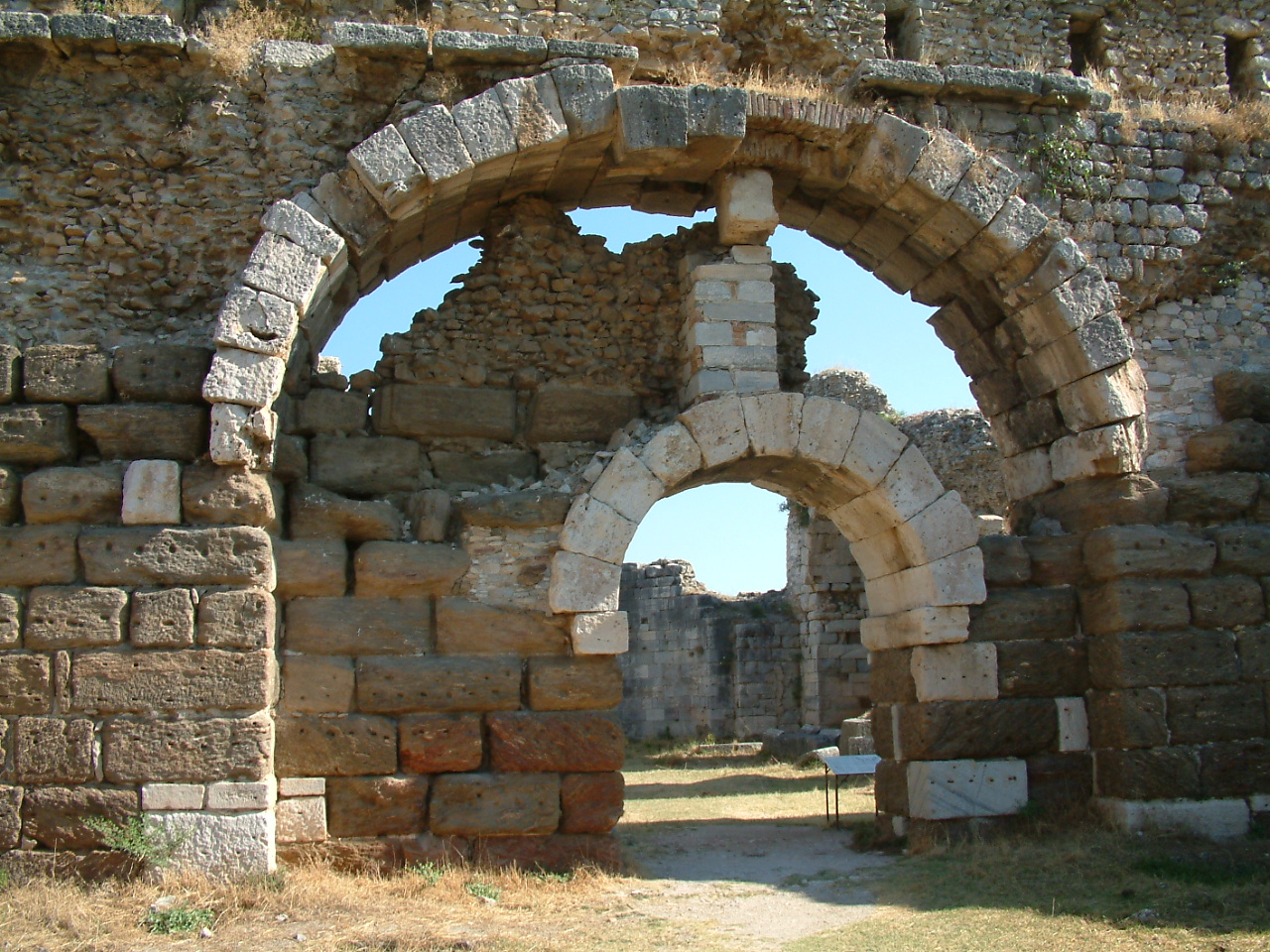
Łaźnie Faustyny
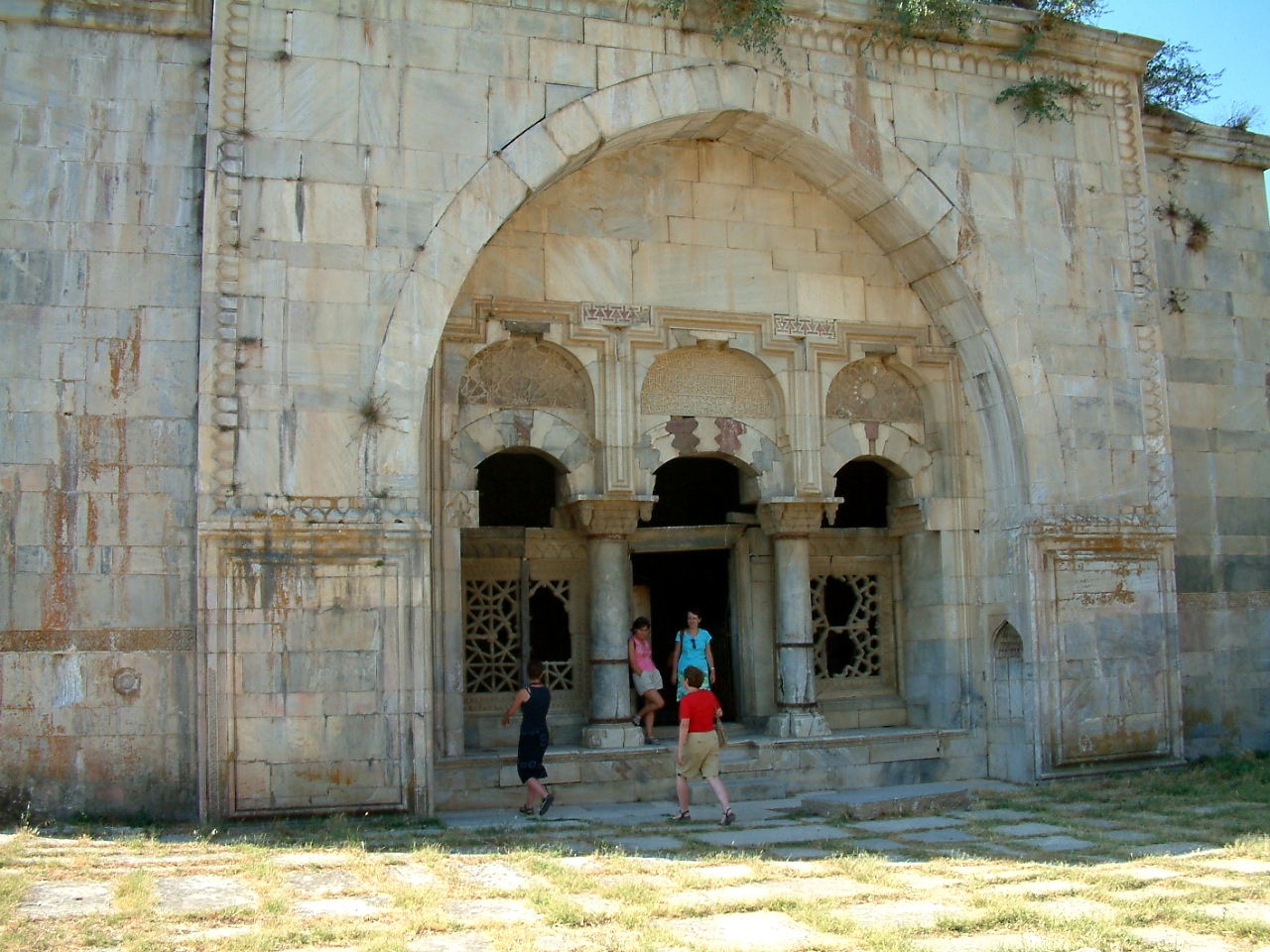
Meczet z XV w. zbudowany przez Ilyas Beya
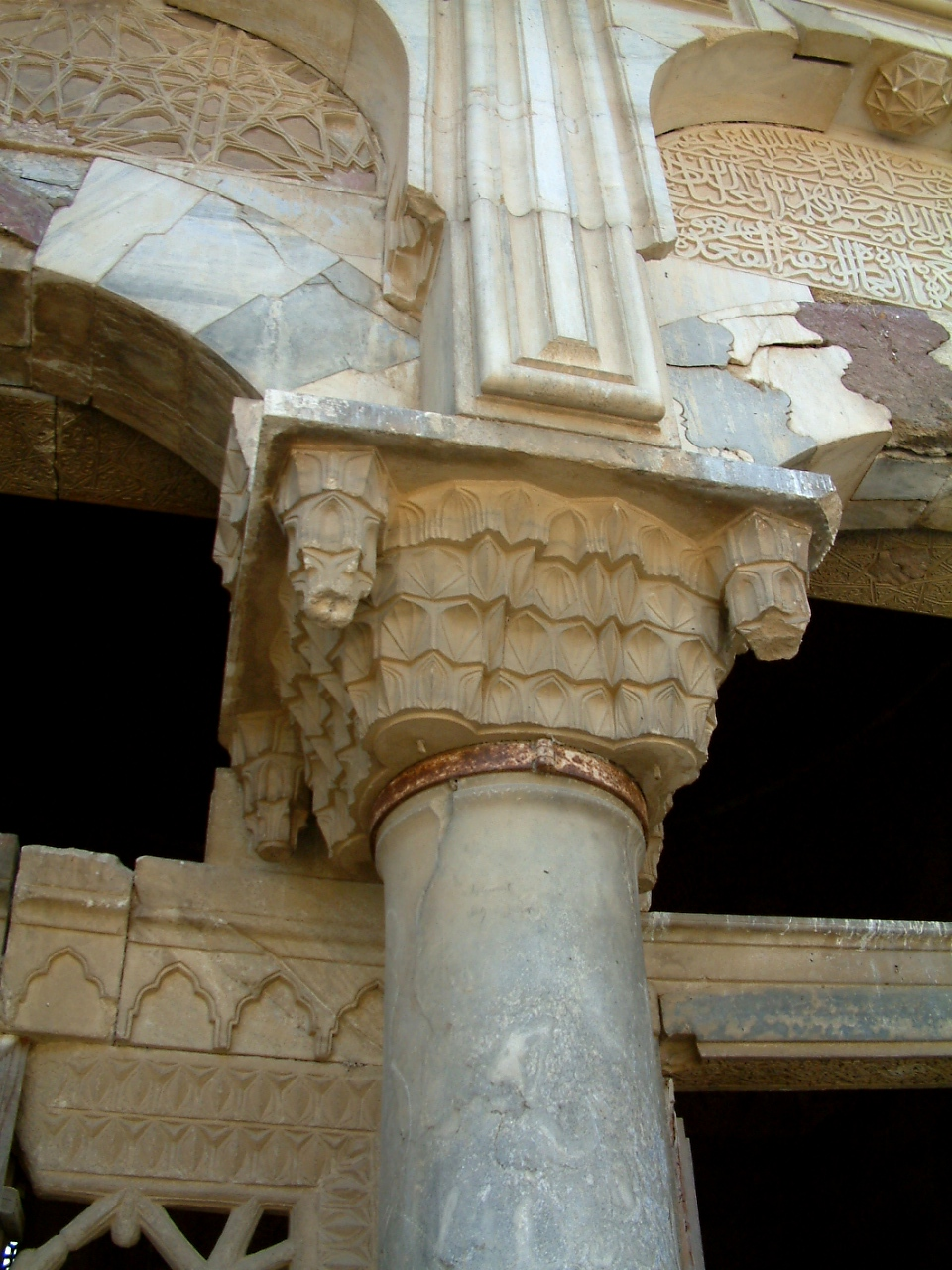
Meczet
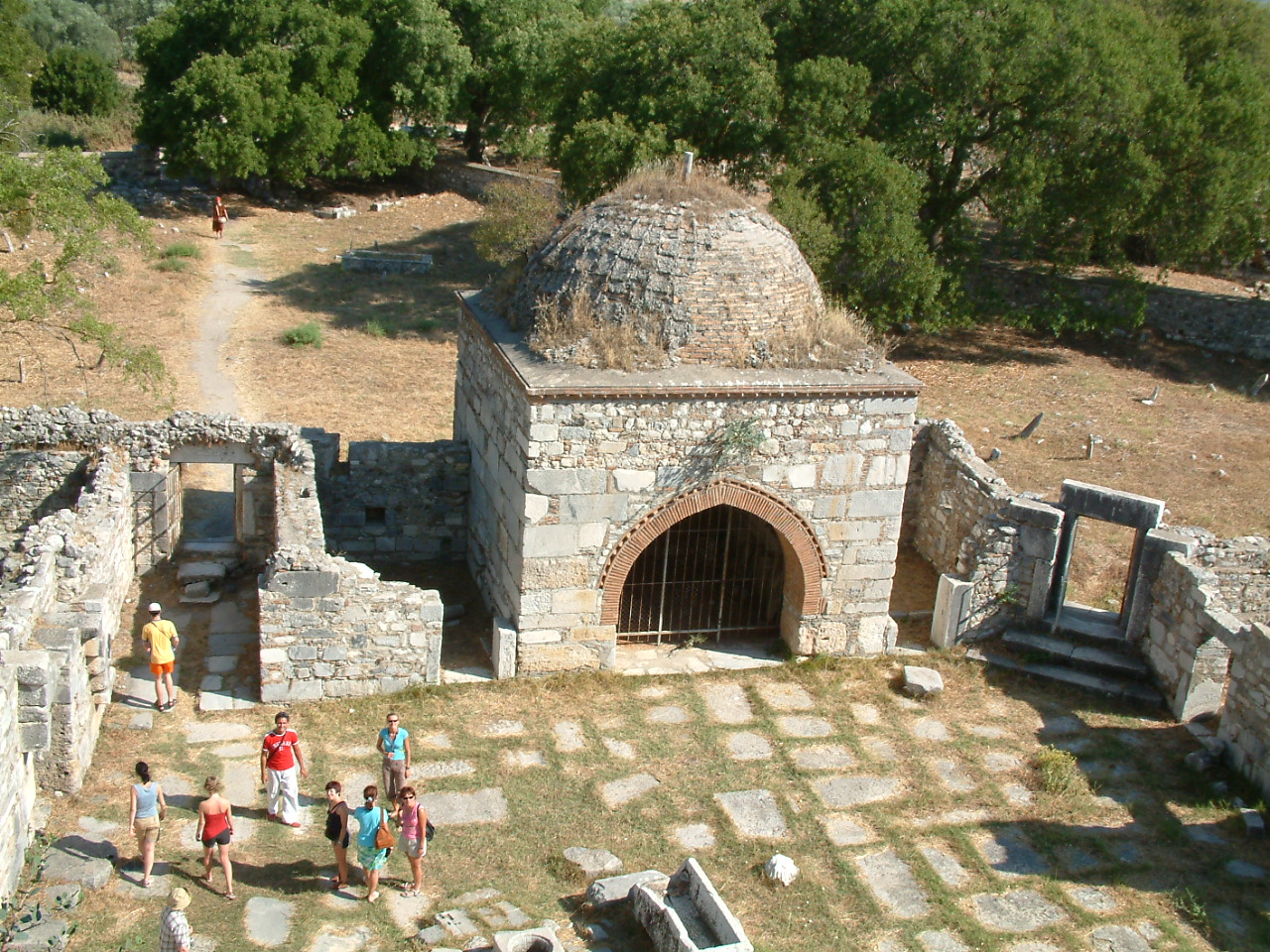
Widok z dachu meczetu
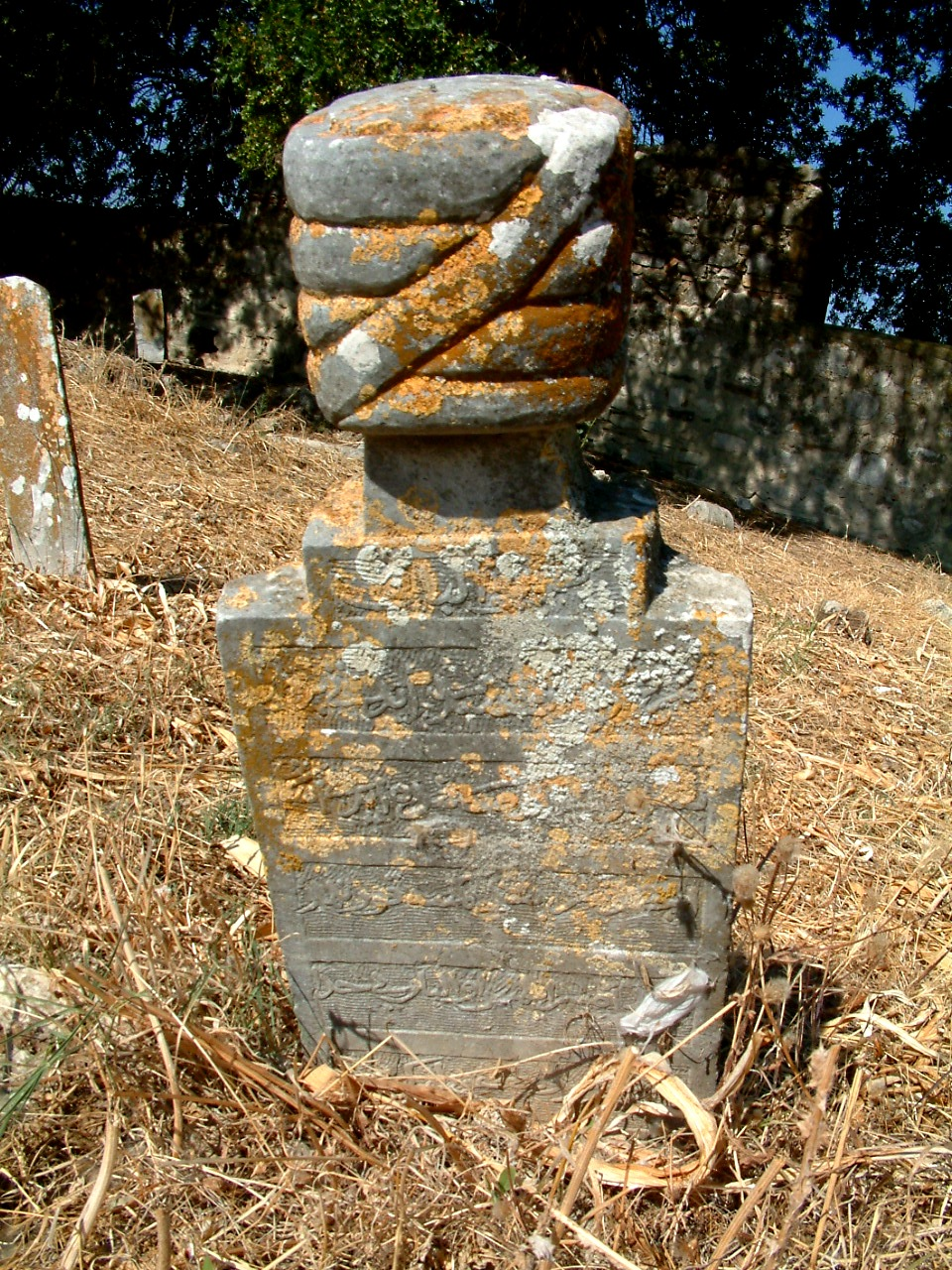
nagrobek na cmentarzu w pobliżu meczetu